# Parkes Shire
Parkes Shire är en kommun i Australien. Den ligger i delstaten New South Wales, i den sydöstra delen av landet, omkring 320 kilometer väster om delstatshuvudstaden Sydney. Antalet invånare var 14 608 vid folkräkningen 2016.
Följande samhällen finns i Parkes:
- Parkes
- Peak Hill
- Bogan Gate